# Motorisierung
Der Begriff Motorisierung wird für verschiedene Sachverhalte verwendet.
Er steht für den Prozess der zunehmenden Verwendung von Motorkraft. Die Motorisierung folgt im Rahmen und Umfang der Industrialisierung und ist heute in den Industriestaaten nach der Massenmotorisierung weitestgehend abgeschlossen. Alle Antriebsvorgänge, die früher durch menschliche, tierische oder Naturkräfte vollzogen wurden, können heute durch einen Motor erfolgen, etwa bei der Beförderung von Personen oder Gütern oder beim Antrieb in Betrieben. Dazu wird eine äußere Energiequelle benötigt.
Umgangssprachlich wird Motorisierung gleichbedeutend mit der Leistungsfähigkeit des Motors eines Fahrzeuges verwendet.
Der Begriff Motorisierung bezeichnet zudem Art und Weise, wie ein Fahrzeug angetrieben wird, zum Beispiel Benzin-, Diesel-, Elektro- und Hybridantriebe.
Im militärischen Bereich ist der Motorisierungsgrad einer Armee ein Indiz für ihre Kampfkraft. Verglichen wird dabei, wie viele Truppen der Armee bei gleichzeitigem Betrieb aller Fahrzeuge verlegen können. Den höchsten Motorisierungsgrad in diesem Sinne hat das Heer der Vereinigten Staaten, es ist voll durchmotorisiert.